# Dekanat Marktoberdorf

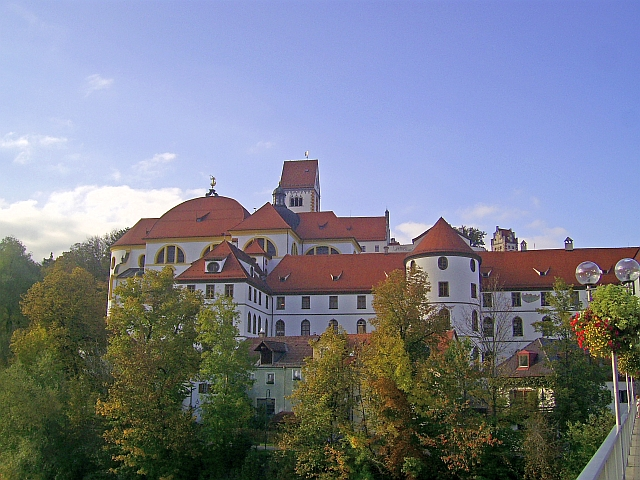
Klosterkirche Sankt Mang Füssen

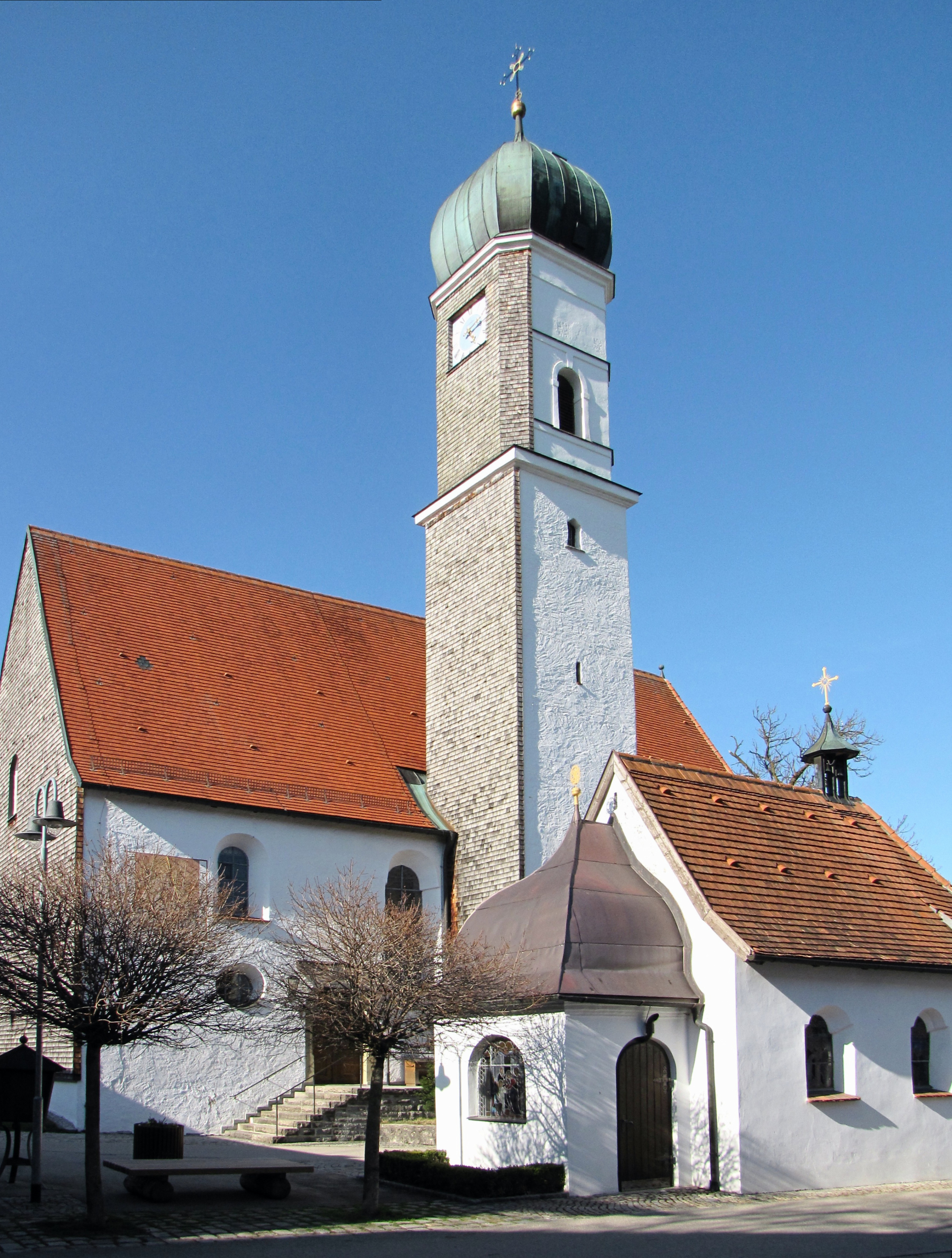
Wallfahrtskirche Maria Hilf Speiden

Das Dekanat Marktoberdorf mit Sitz in Füssen ist eines von 23 Dekanaten des römisch-katholischen Bistums Augsburg.
Das Dekanat entstand im Zuge der Bistumsreform vom 1. Dezember 2012 durch die Zusammenlegung der früheren Dekanate Marktoberdorf und Füssen.

## Gliederung
- Am Forggensee

Bayerniederhofen „St. Michael“,
Trauchgau „St. Andreas“,
Waltenhofen (Gemeinde Schwangau) „St. Maria und Florian“;
- Füssen

Füssen „St. Mang“,
Hopfen am See „St. Peter und Paul“,
Weißensee „St. Walburga, Philippus und Jakobus“;
- Pfronten/Nesselwang

Nesselwang „St. Andreas“,
Nesselwang „Zu unserer Lieben Frau Maria Trost“,
Pfronten „St. Nikolaus“,
Pfronten-Steinach „St. Michael“,
Pfronten Kappel „St. Martin“;
- Seeg

Hopferau „St. Martin“,
Lengenwang „St. Wolfgang“,
Rückholz „St. Georg“,
Seeg „St. Ulrich“,
Zell „St. Moritz“,
Speiden „Maria Hilf“;
- Roßhaupten

Lechbruck „Mariä Heimsuchung“,
Rieden „St. Urban“,
Roßhaupten „St. Andreas“,
Roßhaupten „Mariä Schmerzen“;
- Marktoberdorf/Leuterschach

Wald „St. Nikolaus“,
Bertoldshofen „St. Michael“,
Burk „St. Sebastian“,
Geisenried „St. Alban“,
Hattenhofen „St. Andreas“,
Leuterschach „St. Johannes Baptist“,
Marktoberdorf „St. Magnus“,
Marktoberdorf „St. Martin“,
Thalhofen „St. Michael“;
- Stötten

Sulzschneid „St. Pankratius“,
Remnatsried „St. Thomas“,
Rettenbach „St. Vitus, Modestus und Kreszentia“,
Stötten „St. Peter und Paul“;
- Unterthingau

Görisried „St. Oswald“,
Oberthingau „St. Stephan“,
Unterthingau „St. Nikolaus“,
Kraftisried „St. Martin“;

## Ehemalige Pfarreien
- Pfarreiengemeinschaft Füssen

Füssen-West „Zu den Acht Seligkeiten“